# Нгуен Хыу Тхо
Нгуен Хыу Тхо (вьет. Nguyễn Hữu Thọ, 10 июля 1910, Шолон, Сайгон, Французский Индокитай — 24 декабря 1996, Хошимин, Вьетнам) — вьетнамский революционер, и. о. президента Социалистической Республики Вьетнам (1980—1981).

## Биография
Родился в семье чиновника. Высшее юридическое образование получил во Франции.
В годы Первой Индокитайской войны (1945—1954) в качестве адвоката защищал участников Сопротивления. Был одним из руководителей массовой антиамериканской демонстрации в Сайгоне (март 1950). В 1954 г. основал организацию «Движение за мир» и был избран её вице-президентом. Дважды подвергался тюремному заключению (1950—1952, 1954—1961).
- 1962—1964 гг. — председатель ЦК,
- 1964—1975 гг. — председатель Президиума ЦК Национального фронта освобождения Южного Вьетнама,
- 1969—1975 гг. — председатель Консультативного совета Временного революционного правительства Республики Южный Вьетнам,
- 1975—1976 гг. — премьер-министр Республики Южный Вьетнам,[источник не указан 664 дня]
- 1976—1980 гг. — вице-президент,
- 1980—1981 гг. — и. о. президента,
- 1981—1987 гг. — председатель Национального Собрания Социалистической Республики Вьетнам,
- 1988—1994 гг. — председатель Патриотического фронта Вьетнама.

Награждён высшими наградами Вьетнама, советским орденом Дружбы народов (9.07.1980).